# Ewa Skarżanka
Ewa Skarżanka, wyst. też jako Ewa Skarżanka-Przybylska, Ewa Stępkowska-Skarżanka (ur. 11 czerwca 1944 w Wilnie, zm. 18 marca 2005 w Warszawie) – polska aktorka.

## Życiorys

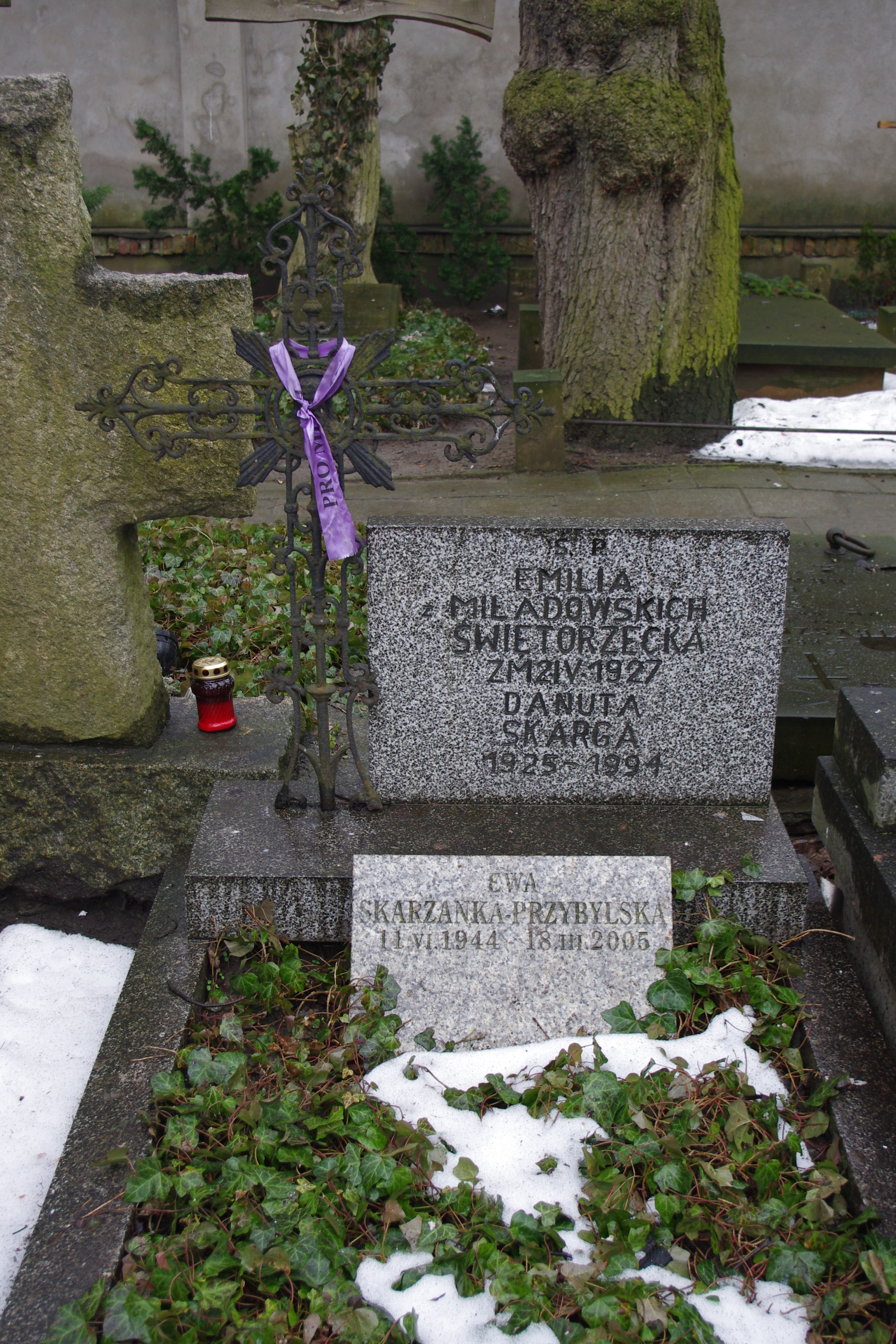
Grób Ewy Skarżanki (1944–2005) na Cmentarzu ewangelicko-reformowanym w Warszawie

Córka aktorki Hanny Skarżanki i dziennikarza radiowego Bolesława Ćwiecińskiego, urodziła się na terenie okupowanej Polski w Wilnie. Edukację rozpoczęła w szkole muzycznej. Po maturze przyjęta została na Wydział Aktorski Państwowej Wyższej Szkoły Teatralnej, który ukończyła w 1967. W swej karierze artystycznej używała nazwiska panieńskiego matki.
Po studiach zaangażował ją dyr. Jerzy Kreczmar do Teatru Polskiego. Debiutowała rolą Lukrceji w Mandragorze Machiavellego w reżyserii Jana Kulczyńskiego na scenie Kameralnej Teatru Polskiego 30 listopada 1967. Potem na krótko związała się z Teatrem Powszechnym, gdzie grała Anielę w Ślubach panieńskich Aleksandra Fredry w reż. Władysława Krasnowieckiego (1969). W tym samym roku zagrała Janinę w Ostrym dyżurze J. Lutowskiego, w reż. Mariusza Dmochowskiego, a rok później w Teatrze Narodowym rolę Dolly w Operze za trzy grosze Brechta w reż. Jana Maciejewskiego i Nataszę w Na dnie Maksima Gorkiego w reż. Jana Maciejewskiego. Następnie zagrała u Adama Hanuszkiewicza w Beniowskim autorstwa Juliusza Słowackiego (1971) oraz Ewę w Tragedii o Łazarzu i Bogaczu u Tadeusza Minca. Grała również w Teatrze im. Stefana Jaracza w Olsztynie, Księżniczkę w Śnie srebrnym Salomei Juliusza Słowackiego w reż. J. Błeszyńskiego (1972), żonę Rybaka w sztuce Jerzego Grudy Portret dr. M. Kopernika w reż. J. Błeszyńskiego (1973) i Florę w Panu Geldhabie Aleksandra Fredry w reżyserii Zdzisława Wardejna. W Zabrzu w Teatrze Nowym wcieliła się w postać tytułowej bohaterki w dramacie Augusta Strindberga Panna Julia w reż. swojego męża Andrzeja Przybylskiego (1974). Rok później zagrała Helenę Popową w Niedźwiedziu i Natalię w Oświadczynach autorstwa Antoniego Czechowa. Obie sztuki reżyserował Andrzej Przybylski. Grała również w Cieszynie i Katowicach. 
Po powrocie do Warszawy, gdy wystąpiły trudności ze znalezieniem etatu dla aktorki i jej męża, postanowiła występować z własnym programem artystycznym. Zaczęła jeździć po Polsce z monodramami i wierszami Cypriana Kamila Norwida. Występowała głównie w domach kultury. W Warszawie pojawiała się zazwyczaj w Klubie Nauczyciela na Mokotowie. W czasie stanu wojennego razem z Barbarą Hesse-Bukowską i Olgierdem Łukaszewiczem przygotowali program, który prezentowali w Archidiecezji Warszawskiej. Zmarła w wieku 60 lat. Pochowana została na cmentarzu ewangelicko-reformowanym przy ul. Żytniej w Warszawie (kwatera 3-2-5).
Była żoną aktora Karola Stępkowskiego, z którym miała córkę Katarzynę Skarżankę, również aktorkę.

## Filmografia
- 1956: Warszawska syrena – gęsiareczka (nie występuje w czołówce)
- 1969: Polowanie na muchy – Hanka, żona Włodka
- 1971: Wezwanie – Jadwiga w młodości
- 1979: Ród Gąsieniców – Marika Gąsienica, żona Franka (odc. 1)
- 1989: Odbicia (odc. 6)
- 1997–2011: Klan – portierka w Teatrze Roma
- 2000: 13 posterunek 2 – posłanka ZChN (odc. 27)
- 2001–2002: Plebania – Stasiakowa (odc. 80); kobieta na przystanku PKS (odc. 195)
- 2002–2010: Samo życie – pielęgniarka
- 2003–2011: Na Wspólnej
- 2005: Defekt – sąsiadka Jacka
- 2005: Boża podszewka II (odc. 6)